# Galmudugh
Il Galmudugh è uno dei cinque Stati federati della Somalia, costituitosi come entità autonoma nel 2006 ed entrato a far parte della Repubblica federale somala dal 2012.
Ne fanno parte le regioni amministrative di Mudugh, al nord, confinante con lo Stato federale del Puntland, e di Galgudud, al sud, confinante con lo Stato federale di Hirshabelle. L'Etiopia costituisce il suo confine occidentale, e l'Oceano Indiano quello orientale.
La capitale è Dusa Mareb.

## Geografia
Il nome "Galmudugh" deriva da una crasi tra i nomi delle due regioni del Mudugh e del Galgudud.
Il Galmudugh è la regione centrale della Somalia, distante circa 750 km da Mogadiscio, Bosaso e Harar in Etiopia. La regione confina ad est con l'Oceano Indiano, ad ovest con l'Etiopia, a nord con il Puntland, e a sud con l'Hirshabelle. 
Le principali città sono Gallacaio, Ghèlinsor, Balli Ad, Algula, Bitale, Dinowda, Cel Dhanaane, Obbia, Afbarwaaqo, Wisil, Bacaadweyne, Gaidaro, Ceeldibir, Xingod, Dabaro.

## Storia
La regione autonoma fu creata il 14 agosto 2006 quando un signore della guerra di Mogadiscio, Abdi Hasan Awale detto Qaybdiid, espulso dall'Unione delle Corti islamiche, trovò rifugio a Gallacaio,  assumendo il comando delle forze militari a difesa della regione, a nord del territorio controllato dalle Corti islamiche. Gli anziani, della cabila Sacad, elessero come Presidente della regione autonoma Mohamed Ahmed Aalin detto Kiimiko.
Il 16 agosto fu conquistata la provincia di Obbia, espellendo i pirati dalla costa, ma tra ottobre e novembre le Corti conquistarono Obbia e Abduuch. Qaybdiid fu quindi costretto ad allearsi militarmente con il Puntland e l'Etiopia; questa coalizione riuscì a impedire la caduta di Gallacaio nella battaglia di Balli Ad del 25 dicembre 2006, a conquistare Balli Ad, Adado, e prendere il controllo del Mudugh. 
Le relazioni della regione di Galmudugh con il confinante Puntland furono inizialmente tese, ma nel febbraio 2011 i rappresentanti dei due governi riuniti a Garowe, capitale del Puntland, raggiunsero un accordo di cooperazione in materia di sicurezza, economia e politiche sociali.
Il 1º agosto 2012 il Parlamento regionale elesse come nuovo Presidente il generale Abdi Hasan Awale, che sostituì il presidente Mohamed Ahmed Aalin, all'estero per cure mediche, mentre solo un voto ricevette l'altro candidato, Abdisamad Nur Guled.
Il Galmudugh entrò quindi a far parte della Repubblica federale di Somalia, iniziando il processo per il riconoscimento come Stato federale previsto dall'articolo 49 della Costituzione mediante la fusione volontaria di due o più regioni. Il processo incontrò un ostacolo dal fatto che parte della regione del Mudugh era sotto la giurisdizione del Puntland, e parte del Galgudud era controllata da milizie insorgenti, come al-Shabaab.
Il 30 luglio 2014 il presidente somalo Hassan Sheikh Mohamud e il primo ministro Abdiweli Sheikh Ahmed avviarono una commissione per la formazione di uno Stato delle regioni centrali, comprendente il Galmudugh e le regioni di Himan e Heeb e il movimento ex-insorgente Ahlu Sunna Waljama'a. Il 31 luglio, tuttavia, il Presidente del Puntland Abdiweli Mohamed Ali si oppose, rivendicando la propria giurisdizione sulla parte settentrionale del Mudugh, iniziando una crisi con il governo federale. Le trattative tra governo federale e Puntland, da agosto ad ottobre, furono volte ad assicurare che il nuovo Stato non avrebbe incluso la parte del Mudugh sotto la giurisdizione del Puntland.
Il 25 dicembre 2014 nella città di Adado furono convocate sei commissioni costituenti, presiedute da: Halimo Ismail Ibrahim, Abdinoor Moalim Mohamud, Sheikh Omar Mohamud Mahad, Uke Haji Abdirahman, Abdullahi Abdi Abdille e Dahir Hassan Guutaale. Nel marzo 2015, gli anziani della città di Dusa Mareb cercarono di spostare l'assemblea costituente nella loro città, ma il presidente Mohamud addusse ragioni di sicurezza per mantenere le commissioni ad Adado; tuttavia nell'aprile 2015 fu stabilito che la città di Dusa Mareb sarebbe stata la capitale del nuovo Stato. Dal 16 aprile si svolse quindi ad Adado l'assemblea costituente dello Stato centrale, presieduta dai parlamentari e ministri del governo federale, dal segretario delle commissioni tecniche ed altre personalità politiche, nonché da 510 delegati delle amministrazioni locali, ai quali fu deputato il compito di eleggere il primo Presidente del nuovo Stato.

## Politica
Il 23 luglio 2015 fu eletto come Presidente del Galmudugh Abdikarim Hussein Guled, il primo dalla costituzione come Stato federale. 
Nel maggio 2017 fu eletto come Presidente Ahmed Duale Gelle, che nominò i ministri del nuovo governo.
Dal 6 dicembre 2017 divenne primo ministro Mohamed Ali Hassan.
Nel febbraio 2020 nuove elezioni portarono all'elezione di Ahmed Abdi Kariye, che ha nominato i ministri ed i governatori delle due province.